# Зигмунт Мащик
Зигмунт Павел Мащик (пол. Zygmunt Paweł Maszczyk; нар. 3 травня 1945, Семяновиці-Шльонські) — колишній польський футболіст, що грав на позиції півзахисника.
Насамперед відомий виступами за «Рух» (Хожув), у складі якого став триразовим чемпіоном Польщі та володарем Кубка Польщі, а також національну збірну Польщі, разом з якою став Олімпійським чемпіоном 1972 року, бронзовим призером чемпіонату світу 1974 року, та срібним призером Олімпійських ігор 1976 року.

## Клубна кар'єра
Вихованець клубу «Семяновичанка» з рідного міста Семяновиці-Шльонські.
У дорослому футболі дебютував 1963 року виступами за «Рух» (Хожув), в якому провів чотирнадцять сезонів, взявши участь у 310 матчах чемпіонату. Більшість часу, проведеного у складі клубу, був основним гравцем команди. Виграв за цей час Кубок Польщі та тричі чемпіонат Польщі. 1975 року був визнаний найкращим футболістом року в Польщі за опитуванням журналу Piłka Nożna.
1977 року перейшов до клубу «Валансьєнн», за який відіграв 2 сезони. Завершив професійну кар'єру футболіста виступами за команду «Валансьєнн» у 1979 році.
Закінчивши кар'єру з 1981 року проживає в Німеччини.

## Виступи за збірну
Дебют Зигмунта в збірній Польщі відбувся 24 квітня 1968 року в Хожуві в матчі проти збірної Туреччини. У складі збірної Мащик став Олімпійським чемпіоном на іграх в Мюнхені, вигравав срібні олімпійські медалі ігор у Монреалі.
На чемпіонаті світу 1974 року у ФРН, де полякам вдалося посісти третє місце, взяв участь у всіх 7 матчах своєї збірної. Мащик був єдиним представником чинного чемпіона Польщі — «Руху» на тому чемпіонаті.
Всього за збірну Польщі Зигмунт Мащік провів 36 матчів, в яких не забив жодного м'яча.

## Досягнення
- Бронзовий призер чемпіонату світу: 1974
- Олімпійський чемпіон: 1972
- Срібний олімпійський призер: 1976
- Чемпіон Польщі (3) : 1967/68, 1973/74, 1974/75
- Володар Кубка Польщі: 1973/74

### Індивідуальні
- Кавалер Ордена Відродження Польщі: 1974
- Футболіст року в Польщі (версія журналу Piłka Nożna) : 1975